# 함롱 성당
함롱 성당(베트남어: Nhà thờ Hàm Long)은 베트남 하노이시 호안끼엠군 중심부에 있는 로마 가톨릭 교회다. 이 교회는 19세기 말 함롱(Hàm Long)이라는 옛 거리 근처에 지어졌는데, 그래서 이 교회가 함롱교회라고 불린 것이다. 오늘날 함롱교회는 하노이의 3대 성당 중 하나로 끄어박 성당, 성요셉 성당과 함께 있다. 함롱 성당의 이름은 파두아의 성자 안토니의 이름을 따서 지어졌다.

## 역사
19세기 말 하노이의 두다르 드 라그레(Doudart de Lagrée) 거리 근처에 로마 가톨릭 교회가 세워졌다. 이곳은 함롱이라는 옛 이름을 가진 하노이 프랑스인 주거지(Old Quarter)의 역사적인 거리였기 때문에 교회는 더 흔히 함롱 교회로 알려져 있었다. 실제 교회는 1934년 베트남 건축가의 설계에 따라 프랑스 행정부 당시 세워졌다. 이 거리에는 함롱사(Chùa Hàm Long)라고 불리는 같은 이름의 절도 있지만, 그 역사는 11세기까지 거슬러 올라간다.